# Istituto superiore di scienze religiose San Metodio
L’Istituto Superiore di Scienze Religiose San Metodio (dedicato a San Metodio, patriarca di Costantinopoli) nasce nel 1977 come Istituto di teologia per laici e poi Istituto di Scienze Religiose.
Il 24/01/2003 ha ricevuto dalla Conferenza Episcopale Italiana il riconoscimento (prot. 79/03) per rilasciare titoli validi per l'Insegnamento della Religione cattolica ai sensi dell'Intesa tra l'Autorità scolastica italiana e la CEI del 14/12/1985.
È collegato alla Facoltà Teologica di Sicilia con sede a Palermo, grazie alla Convenzione firmata il 19/03/2009 da S. Ecc. Mons. Salvatore Pappalardo, Arcivescovo pro tempore di Siracusa e Moderatore dell'ISSR, e da Mons. Antonino Raspanti, Preside pro tempore della Facoltà Teologica.
All'ISSR San Metodio è stata riconosciuta la personalità giuridica civile con decreto del Ministro dell'Interno del 21/02/2008; il provvedimento è stato poi iscritto nel Registro delle Persone Giuridiche dall'Ufficio territoriale del Governo presso la Prefettura di Siracusa il 15/04/2008.
A seguito della riforma degli studi universitari a livello europeo che prende il nome di Processo di Bologna (http://www.bolognaprocess.it/), cui ha aderito anche la Santa Sede, il 12/05/2007 il San Metodio ha ricevuto dalla Congregazione per l'Educazione Cattolica il decreto di erezione (n. 126/2007) ad Istituto Superiore di Scienze Religiose di primo e secondo ciclo. Insieme con l'ISSR di Palermo, il San Metodio è l'unico ISSR di Sicilia a ciclo completo, cioè articolato in Triennio di base e Biennio di specializzazione, e capace quindi di rilasciare i titoli di Laurea in Scienze Religiose e Laurea magistrale in Scienze Religiose.
L'ISSR annovera circa 30 docenti, tra stabili e invitati, metà dei quali sono laici. Le autorità accademiche proprie del San Metodio sono il Moderatore (l'Arcivescovo di Siracusa), il Direttore (un docente sacerdote designato dal Moderatore), il Collegio degli stabili (un gruppo ristretto di docenti che hanno diretta responsabilità dell'Istituto), il Consiglio d'Istituto (il consesso dei docenti eletti), il Collegio dei docenti. L'amministrazione e la gestione economica sono affidate, secondo le competenze stabilite dagli Statuti, ad un Economo e ad un Consiglio degli affari economici.
Per la consultazione di libri e riviste specializzate, il San Metodio si avvale della Biblioteca Alagoniana. Fondata nel sec. XVIII e sita all'interno del Palazzo Arcivescovile e a poche decine di metri dall'Istituto, l'Alagoniana è fruibile nei suoi due settori, storico e moderno: nel primo settore sono custoditi circa 45.000 volumi (tra i quali si annoverano 77 incunaboli, alcuni codici, alcuni manoscritti, circa 750 cinquecentine e migliaia tra seicentine e settecentine); il secondo settore contiene circa 25.000 volumi e 60 riviste in abbonamento vivo.
Lo studio delle Scienze Religiose si colloca nel punto di convergenza della Teologia e delle Scienze Umane applicate al fenomeno religioso. Pertanto, il Piano di studi dell'ISSR prevede non solo i corsi propri dell'area teologica quali Sacra Scrittura, Liturgia e Teologie dogmatica e spirituale; ma sono previsti anche corsi di Filosofia, Psicologia, Bioetica, Storia delle religioni, Psicologia delle religioni, Ecumenismo e dialogo interreligioso. Inoltre, il Biennio di specializzazione contempla alcuni laboratori e tirocini ad hoc per la formazione teorico-pratica degli studenti. Infine, il San Metodio promuove una serie di attività culturali extra-curricolari aperte a tutti, di interesse artistico (Mese dei Beni Culturali Ecclesiastici), cinematografico (Settimana di cinematografia), letterario (La Biblioteca di San Metodio), filosofico (Tavole rotonde in collaborazione con il Collegio Siciliano di Filosofia) e sociopolitico (Scuola di formazione politica Per le strade di Ninive).